# Phytocoris monophyllae
Phytocoris monophyllae är en insektsart som beskrevs av Stonedahl 1988. Phytocoris monophyllae ingår i släktet Phytocoris och familjen ängsskinnbaggar. Inga underarter finns listade i Catalogue of Life.